# Ишханишвили, Изольда Эдвардовна
Изо́льда Э́двардовна Ишханишви́ли (род. 11 мая 1977 года, Чернигов, Украинская ССР, СССР) — российская певица. Экс-солистка российской женской поп-группы «Лицей» (1991—2001).

## Биография
Родилась 11 мая 1977 года в Чернигове, Украинская ССР в семье грузина Эдварда Шакроевича Ишханишвили и украинки Надежды Александровны.
С детства занималась музыкой, выпускница Детского театра эстрады, в котором познакомилась с Настей Макаревич и Леной Перовой, будущими коллегами по группе «Лицей», в которой выступала с 1991 года. Окончила школу № 1113 в Москве.
В 2000 году окончила Институт международного права и экономики, юридический факультет, специальность — юрист по международному праву.
В 2001 году по причине усталости и желания заняться личной жизнью покинула «Лицей».
В 2003 году основала группу под названием «Шоколад», хотя группа с таким названием уже существовала. Но на сцене её группа так и не появилась.
Частый гость различных светских мероприятий.

## Семья
Отец — Эдвард Шакроевич Ишханишвили (род. 3 января 1949), мать — Надежда Александровна Плоская (род. 19 июля 1949).
Муж — Дмитрий Десятников, бизнесмен, сын Эдвард (род. март 2012).

## Дискография

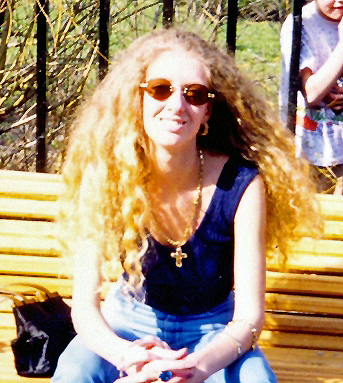
1997 год

### Альбомы в составе группы «Лицей»
- «Домашний арест» — 1993
- «Подруга ночь» — 1994
- «Открытый занавес» — 1996
- «Паровозик-облачко» — 1997
- «Для тебя» — 1997
- «Живая коллекция» — 1998
- «Небо» — 1999
- «Ты стала другой» — 2000
- «44 минуты» — 2005 (в альбом входят 5 песен с голосом Изольды Ишханишвили, записанные в 2001 году)

### Сольные песни в группе «Лицей»
- «След на воде»
- «Вниз по течению»
- «В апельсиновом раю»
- «Сентенция»
- «Лей дождь»